# Pondok Makmur
Pondok Makmur is een bestuurslaag in het regentschap Muko-Muko van de provincie Bengkulu, Indonesië. Pondok Makmur telt 1042 inwoners (volkstelling 2010).